# Große Synagoge (Brody)

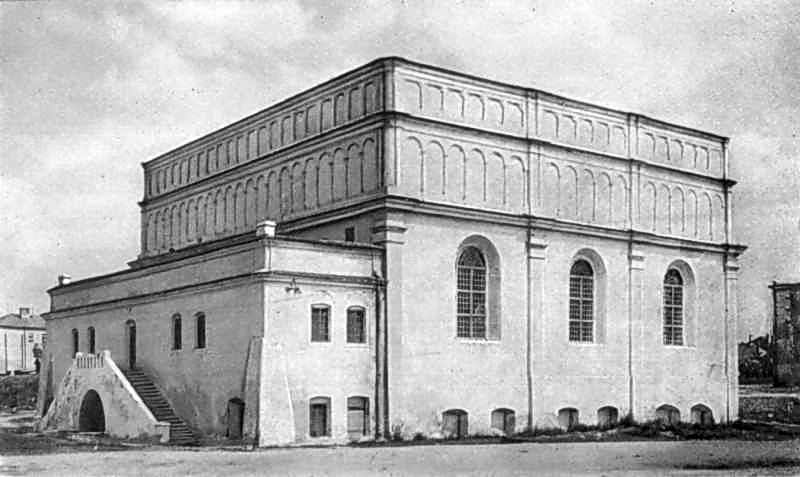
Große Synagoge (1900)

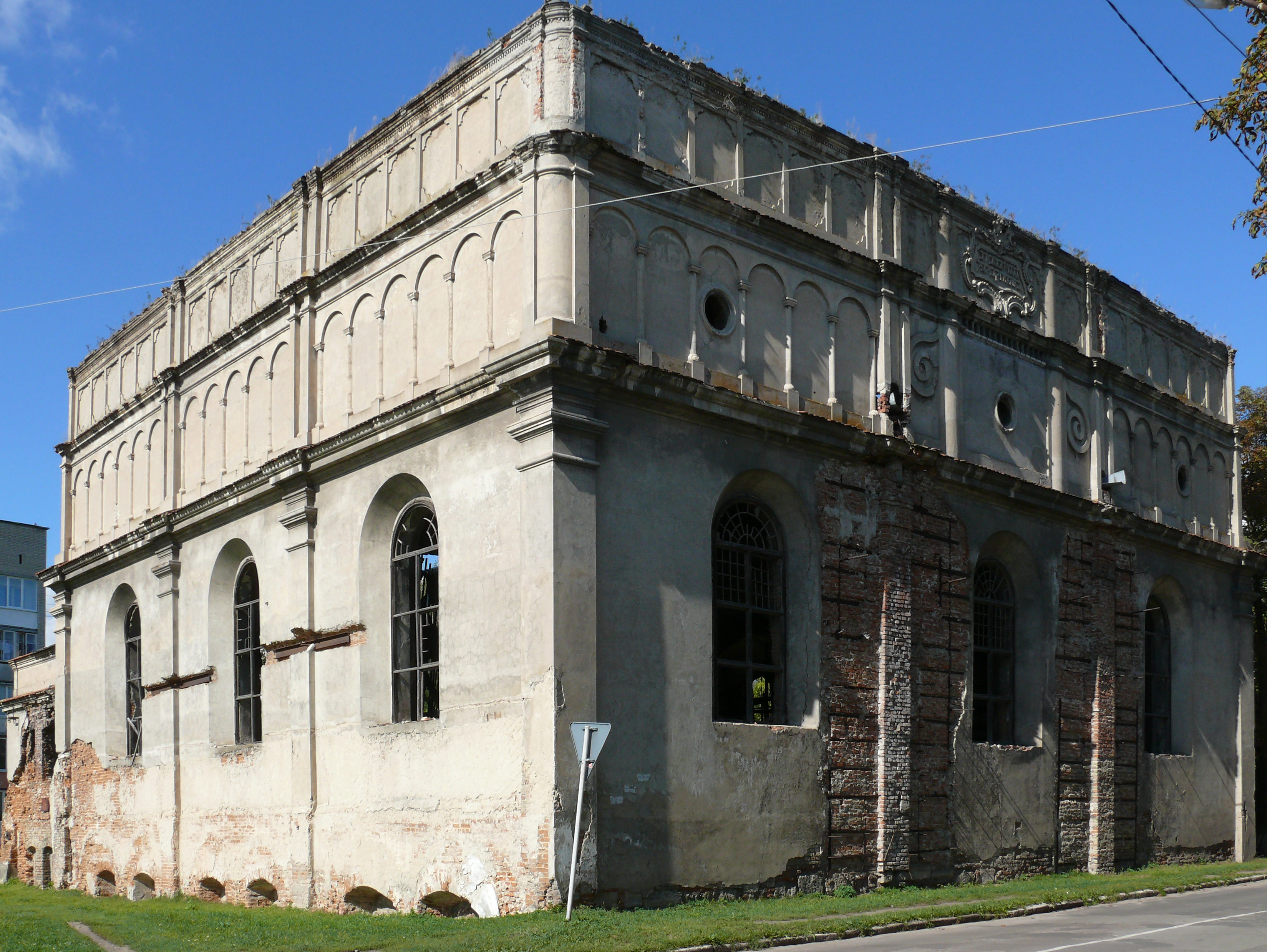
Große Synagoge (2012)

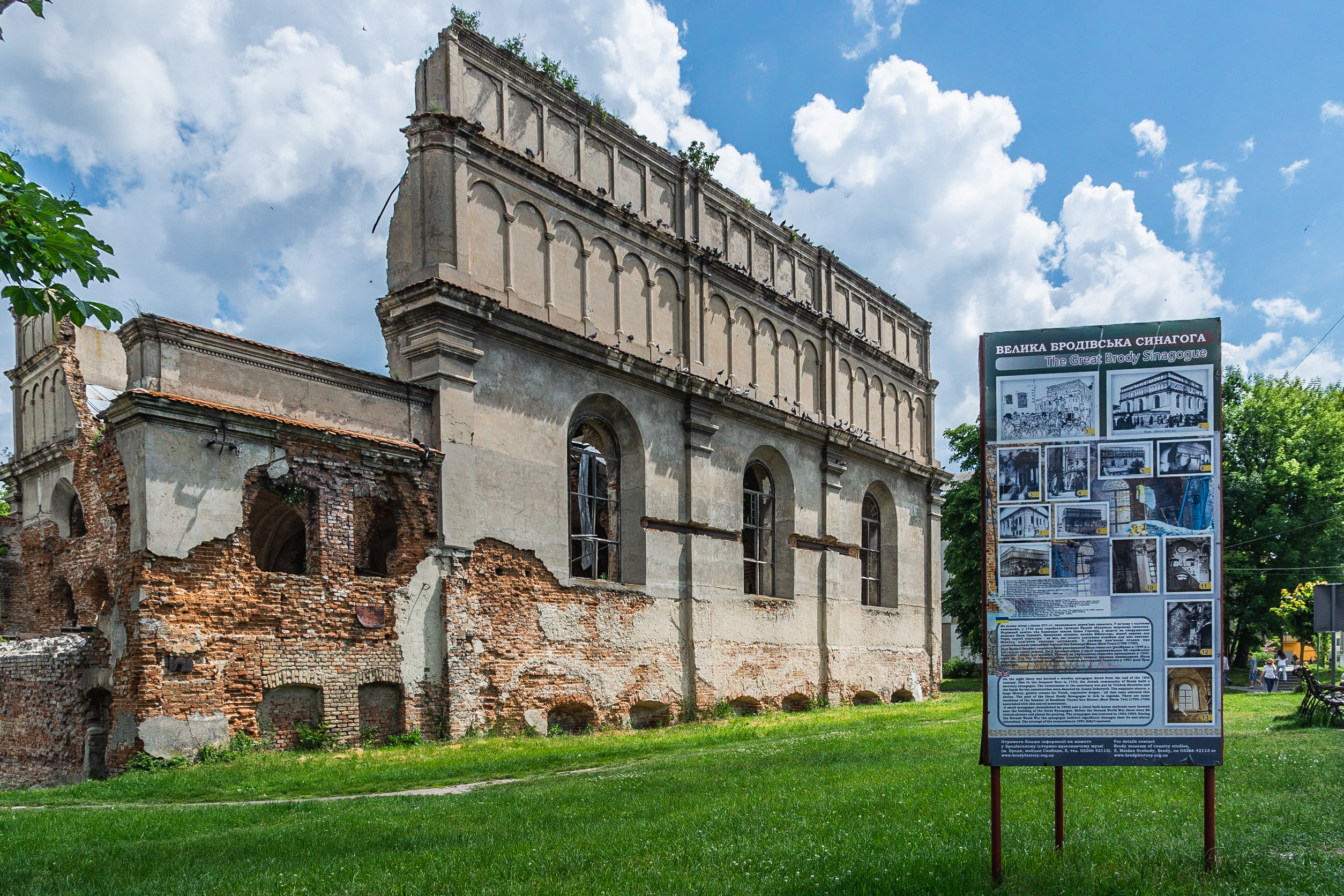
Große Synagoge (2021)

Die Große Synagoge in Brody, einer westukrainischen Stadt in der Oblast Lwiw, wurde 1742 errichtet. Sie wurde gelegentlich auch die Alte Synagoge genannt. Heute ist sie eine Ruine.

## Geschichte
Eine vermutlich hölzerne Synagoge brannte bei einem Feuer 1696 ab. An deren Stelle wurde einige Jahre später eine große, steinerne Synagoge errichtet, die 1742 fertiggestellt wurde. Ein weiteres Feuer 1835 (oder 1859) zerstörte sie teilweise. 1935 wurde sie als kulturelles Monument registriert und renoviert.
Nach dem Überfall auf die Sowjetunion im Jahr 1941 wurden in den folgenden drei Jahren der deutschen Besatzung fast alle circa 9000 jüdischen Bewohner Brodys zunächst zur Zwangsarbeit eingesetzt. Ab Dezember 1942 wurden sie in ein Ghetto gesperrt und später ermordet. In dieser Zeit wurde das Gebäude auch schwer beschädigt und Anbauten im Norden und im Süden wurden abgerissen. In den 1960er Jahren wurde es nach Restaurierungen als Lagerhaus genutzt; wegen des permanent undichten Daches wurde diese Nutzung aber aufgegeben und es verfiel immer weiter. 1991 wurde von örtlichen Behörden erwogen, eine Sanierung durchzuführen und das Gebäude als Gemäldegalerie zu nutzen. Die Idee wurde aber nicht weiter verfolgt und die Synagoge ist inzwischen nahezu verfallen. Stand 2020

## Architektur
Das Gebäude hat die Form eines Kubus, wobei die Außenwände durch Pilaster in je drei Felder unterteilt sind, zwischen denen sich je ein Rundbogenfenster befindet; in Summe also zwölf. Oben befindet sich eine hohe, zweistöckige Attika in Arkadenform, hinter der sich das (vermutliche) Grabendach verbarg.
An den Seiten befanden sich niedrigere Anbauten für die Frauenräume. Im Eingangsbereich im Westen gab es einen (später errichteten) zweistöckigen Vorbau im Barockstil. Diese Anbauten wurden im Zweiten Weltkrieg zerstört.
Im Inneren stand die Bima zwischen vier hohen Säulen, die die Decke in neun gleich große Felder unterteilten und diese stützten.